# アメリカ自閉症協会
アメリカ自閉症協会（アメリカじへいしょうきょうかい、Autism Society of America, ASA）は、バーナード・リムランドによって1965年に創設された、最も歴史があり、最も大規模な自閉症の草の根運動組織である。アメリカ国内に5万人以上の会員と支持者を持ち、およそ200の支部がある。ASAは、自閉症、自閉症当事者が日々直面する問題について、社会的な理解を深め、当事者と接する家族や専門家たちが自閉症当事者に対する支援プログラムやサービスのあり方を提唱する役割を担っている。さらに、自閉症に関する情報、研究、問い合わせの基幹団体にもなっている。1970年以降、ASAは自閉症スペクトラム障害に関する国内会議を行ってきており、そこでは、家族や専門家たちがお互いの知識や研究・経験を通じて学んだことを分かち合っている。

## 自閉症の急増
かつてはあまり知られていなかった自閉症も、現在ではアメリカ人の子どもの166人に1人が苦しんでいる障害である。ASAは自閉症児の数が、年々10%から17%の割合で増加していると推定している。

## 支援団体の努力
アメリカ自閉症協会は、30年以上にわたってアメリカ合衆国の中心で自閉症団体の象徴として活動を続けている。ASAの努力は、自閉症当事者の人権を守ることを目的とした法律や当事者に対する教育その他のサービスを義務付ける法律の制定、自閉症に関する関心を高める法案や自閉症の原因・治療の研究資金を確保する法案の推進の成功となって結実している。ASAのワシントンD.C.での活動は、アメリカ議会の医療問題の議題の俎上に自閉症を載せ、自閉症の研究・支援サービスに数百万ドルもの予算を計上することにつながった。
ASAは議会の活動・連邦政府を監視している。ASAは自閉症を抱える人々の特有の要求についてこれらの団体を教育し、自閉症に関する関心を呼び起こし、専門のプログラムを強化するように働きかけている。

### 機関誌『アドヴォケート』（The Advocate）
ASAは『アドヴォケート』（The Advocate）を発行している。これは会員のために研究、法律、生活上のヒントなどを提供するものである。

## 保護者の選択権の重視
ASAは、自閉症当事者の全てに利益があるような単一のプログラムや治療はないという信念のもとに、保護者の選択権を重視する考え方を推進している。ASAの哲学によれば、自閉症当事者それぞれにとって、何が「一番良い」あるいは「最も効果的」であるかに関する選択は、直接関わる人々によって決められるべきであるということになる。すなわち、可能な限り自閉症当事者自身で、そして、その親や家族たちによって決められるべきだということである。

## 創設者：バーナード・リムランド
リムランドの著書、『小児自閉症』（日本語訳：熊代永・星野仁彦・安藤ひろ子訳、ISBN 4-87525-086-X/原題：Infantile Autism: The Syndrome and Its Implications for a Neural Theory of Behavior）は、彼の息子のマークが自閉症と診断された後の1964年に書かれた。